# Sweet Black
Albums par Maki Gotō
How to use SEXY 
 (Piccolo Town)
(2007) ONE (avex trax)
(2010)
Singles
SWEET BLACK est un mini-album attribué à SWEET BLACK feat. MAKI GOTO, sorti le 16 septembre 2009 au Japon sous le label Rhythm Zone de Avex Group.

## Présentation
C'est le 1er album enregistré par la chanteuse Maki Gotō pour Avex, après son départ du  Hello! Project et du label Piccolo Town en 2007. Il sort deux ans après son précédent album How to Use Sexy. "Sweet Black feat. Maki Goto" est le nom donné à un projet collaboratif temporaire avec Maki Gotō au chant accompagnée de divers artistes, en liaison avec le réseau social internet mixi et la radio J-Wave. Les disques suivants de la chanteuse sortiront sous son seul nom sur le label avex trax.
L'album atteint la 26e place du classement de l'Oricon. Il se vend à 5 630 exemplaires la première semaine, et reste classé pendant 3 semaines, pour un total de 7 019 exemplaires vendus. Il contient huit titres, dont les trois titres sortis précédemment en singles digitaux en 2009 dans le cadre de "Sweet Black feat. Maki Goto". La chanteuse a elle-même écrit les paroles de cinq d'entre eux. L'album comprend en supplément un DVD contenant quatre clips musicaux. Une édition limitée sort également, avec une pochette différente et un livret de 64 pages supplémentaire, et un mini-drama en bonus sur le DVD : "Onnya.".

## Liste des titres
| 1. | Queen Bee - with BIGGA RAIJI | BIGGA RAIJI, AILI      | AILI                                                                       | 4:54 |
| 2. | Lady-Rise                    | Maki Gotō              | Thomas Gustafsson, Hugo Lira, Negin, Ian-Paolo Lira, Nick, Halkes, Nosheen | 2:59 |
| 3. | Candy                        | Maki Gotō              | Niv V, Davidovich, Danielle McKee                                          | 3:42 |
| 4. | Tear Drops - with KG         | Kaori Moriwaka         | KG, SHIKATA, AILI / AILI                                                   | 4:01 |
| 5. | Mine - with KEN THE 390      | KEN THE 390, Maki Gotō | U-Key zone                                                                 | 4:01 |
| 6. | Fly Away                     | Maki Gotō              | HIRO                                                                       | 4:45 |
| 7. | Plastic Lover                | Leonn                  | Tetsuya Tamura                                                             | 5:22 |
| 8. | With...                      | Maki Gotō              | AILI / AKIRA                                                               | 4:58 |

| 1. | Fly Away                                              |  |
| 2. | Lady-Rise                                             |  |
| 3. | with...                                               |  |
| 4. | Tear Drops - with KG                                  |  |
| 5. | Onnya. (おんにゃ。; sur l'édition limitée uniquement) |  |